# Chorvatské demokratické společenství
Chorvatské demokratické společenství (chorvatsky Hrvatska demokratska zajednica, zkráceně HDZ) je vůdčí pravicová politická strana v Chorvatsku. Založena byla v červnu 1989 a jejím zakladatelem a dlouholetým představitelem byl první prezident Chorvatska, Franjo Tuđman.
Své úspěšné postavení na chorvatské politické scéně strana založila na prosazování nejprve co nejsilnější samostatnosti a později i nezávislosti chorvatské republiky a národní rétorice. Jugoslávští komunisté ji považovali za stranu „nacionalistickou, pravičáckou a politicky nebezpečnou“. Značné antipatie k ní měli rovněž i Srbové během jugoslávských konfliktů druhé poloviny 90. let 20. století.
Strana má i svou bosenskou odbočku, HDZ BiH.

## Historie
Poté, co padl na přelomu let 1989 a 1990 mocenský monopol SKJ, proběhly v Chorvatsku první demokratické volby v roce 1990. HDZ v nich drtivě zvítězilo a získalo většinu v chorvatské Skupštině. 18. srpna 1990 byla založena i bosenská frakce této strany.Předseda strany Franjo Tuđman byl zvolen předsedou Předsednictva Svazové republiky Chorvatsko. Již krátce po vítězství začala strana podnikat kroky směřující k vyhlášení nezávislosti Chorvatska, což vyvrcholilo referendem o nezávislosti dne 19. května 1991 a následným vyhlášením nezávislosti 25. června téhož roku. I přes uzavření Brionské deklarace vypukla v zemi válka, což vedlo k dočasnému přizvání dalších dvou parlamentních stran (Sociálně demokratické strany a Koalice národní shody) do vlády v letech 1991-92. Jinak však vládla HDZ během 90. let sama bez koaličního partnera, což jí umožňovala jak vysoká podpora voličů, tak i prvky většinového volebního systému.
V roce 1992 proběhly parlamentní i prezidentské volby. Chorvatsko bylo v této době již zhruba rok nezávislou zemí, ale bylo neustále zmítáno oboustranným porušováním příměří uzavřeným mezi Chorvatskem a Svazovou republikou Jugoslávií. Velká část území byla navíc ovládána srbskými separatisty, kteří v roce 1991 vyhlásili tzv. Republiku Srbská Krajina. Za této situace ve volbách triumfovalo HDZ, když opět dosáhlo většiny v chorvatském parlamentu (Saboru) a současně byl Franjo Tuđman zvolen prezidentem již v prvním kole s podporou více než 57 % voličů. Po volbách se novým premiérem stal Hrvoje Šarinić, kterého v roce 1993 vystřídal Nikica Valentić.
V roce 1995 se chorvatské armádě pod vedením Anteho Gotoviny v Operaci Oluja podařilo fakticky zlikvidovat separatistickou Republiku Srbská krajina. O několik měsíců později byla podepsána Daytonská dohoda, která definitivně válečný konflikt ukončila. Za této situace bylo pro HDZ výhodné rozpustit parlament a vypsat nové volby. HDZ v nich získalo více než 45 % a pohodlnou většinu v Saboru, ale nedosáhlo na dvoutřetinovou ústavní většinu. Po volbách došlo opět k výměně premiéra, kterým se nově stal Zlatko Mateša. V roce 1997 se ještě v prezidentských volbách povedlo Franjovi Tuđmanovi opětovně zvítězit v prvním kole prezidentských voleb (získal více než 61 % v souboji tří kandidátů), ale podpora vlády a HDZ v důsledku korupčních afér a autoritářských metod prudce klesala. Symbolickým koncem éry "vlády jedné strany" se stala smrt prezidenta Tuđmana, který v prosinci 1999 ve věku 77 let podlehl rakovině.
Na začátku roku 2000 v parlamentních volbách drtivě zvítězila liberálně-levicová koalice Sociálních demokratů a sociálních liberálů (HSLS) s podporou téměř 40 %, zatímco pro pravicové HDZ hlasovalo jen něco přes čtvrtinu voličů. Společenství se sice se 46 mandáty opět stalo nejsilnější parlamentních stranou (SDP coby vůdčí strana středolevé koalice získala 43 mandátů), ale po volbách došlo ke spojení všech opozičních stran (vyjma ultrapravicové Strany práva) a vznikla tím vláda pod vedením sociálního demokrata Ivici Račana. Další ranou se pro HDZ staly předčasné prezidentské volby o tři týdny později, kde kandidát Společenství Mate Granic skončil s 22 % na třetím místě a nepostoupil tak do druhého kola. Po přechodu do opozice se novým předsedou stal Ivo Sanader. Část představitelů strany však přešla do nově zformovaných stran, jakými byly například Demokratický střed nebo Chorvatský blok.
V předčasných parlamentních volbách na podzim roku 2003 ovšem HDZ vyhrálo s podporou 34 % a ziskem 66 mandátů. Po volbách zformoval Ivo Sanader menšinovou koalici se středopravicovou stranou Demokratický střed, která se na půdě Saboru opírala o podporu dalších stran, zejména HSS a HSLS. Naproti tomu v prezidentských volbách na začátku roku 2005 zaznamenalo HDZ neúspěch. Tentokrát se sice kandidátce na prezidenta, kterou byla vicepremiérka Jadranka Kosorová, podařilo se ziskem nad dvacet procent postoupit do druhého kola, ale v něm byla jednoznačně poražena dosavadním prezidentem Stjepanem Mesićem.
V dalších parlamentních volbách v roce 2007 zopakovalo HDZ úspěch, když obhájilo 66 křesel v Saboru. Po volbách vytvořilo koalici s tzv. Zelenožlutým blokem (HSS a HSLS) a stranou reprezentující srbskou menšinu, což se stalo určitým symbolickým momentem ve vztahu HDZ a srbské menšiny v Chorvatsku. Období druhé Sanaderovy vlády bylo však protkáno řadou korupčních skandálů, což vedlo rychle k poklesu popularity této vládní strany. Na začátku července 2009 navíc Sanader nečekaně rezignoval na post premiéra i předsedy HDZ. V obou funkcích ho nahradila Jadranka Kosorová. Propad popularity HDZ potvrdilo i první kolo prezidentských voleb v prosinci téhož roku, když vládní kandidát Andrija Hebrang získal pouze 12 % a z třetího místa tak nepostoupil do druhého kola. Závěr volebního období byl poznamenán jak úspěchy (např. v podobě podpisu Smlouvy o přistoupení k Evropské unii v prosinci 2011), tak i obřími korupčními skandály, které vyvrcholily zatčením expremiéra Sanadera v Rakousku a jeho vydáním do Chorvatska.
Do parlamentních voleb v roce 2011 šlo HDZ ve společné koalici s Demokratickým středem a Chorvatskou občanskou stranou. Tato pravicová aliance však získala pouze 23 % hlasů a drtivě tak prohrála se středolevicovým blokem Kykyryký, pro který hlasovalo více než 40 % voličů. Samotný zisk 41 křesel pro HDZ byl nejhorším výsledkem v parlamentních volbách od vzniku společenství. Po volbách přešlo HDZ do opozice a na jaře roku 2012 byl novým předsedou zvolen Tomislav Karamarko. Sama Kosorová neuspěla již v prvním kole volby a o rok později byla dokonce ze strany a z poslaneckého klubu vyloučena. Od roku 2013 opět podpora HDZ roste, což potvrdilo vítězství v regionálních, dvojích evropských volbách a zejména zvolení Kolindy Grabarové Kitarovićové prezidentskou v lednu 2015, což bylo poprvé od smrti Franjo Tuđmana, kdy pravice obsadila pozici hlavy státu.
Do parlamentních voleb v roce 2015 šlo HDZ spolu s menšími stranami v rámci Patriotické koalice. Předseda HDZ Tomislav Karamarko byl hlavním lídrem tohoto bloku a rovněž kandidátem na prezidenta.

## Předsedové strany
1. Franjo Tuđman (17. května 1989 – 10. prosince 1999)
2. Ivo Sanader (29. dubna 2000 – 4. července 2009)
3. Jadranka Kosorová (4. července 2009 – 21. května 2012)
4. Tomislav Karamarko (21. května 2012 – 21. června 2016)
5. Andrej Plenković (17. srpna 2016 – )

## Volební výsledky

### Parlamentní volby
| Volební rok | Počet hlasů | hlasy v % | Počet mandátů |
| ----------- | ----------- | --------- | ------------- |
| 1990        | 1 201 122   | 41,90 %   | 205           |
| 1992        | 1 176 437   | 44,68 %   | 85            |
| 1995        | 1 093 403   | 45,23 %   | 75            |
| 2000        | 790 728     | 26,88 %   | 46            |
| 2003        | 840 692     | 33,90 %   | 66            |
| 2007        | 907 743     | 36,60 %   | 66            |
| 2011        | 563 215     | 23,50 %   | 44            |
| 2015        | 771 070     | 33,46 %   | 51            |
| 2016        | 682 687     | 36,27 %   | 57            |

### Evropské volby
| Volební rok | Počet hlasů | hlasy v % | Počet mandátů | Změna |
| ----------- | ----------- | --------- | ------------- | ----- |
| 2013        | 243 654     | 32,86%    | 5             |       |
| 2014        | 381 844     | 41,42%    | 4             | ▼ -1  |